# Taylors Mistake

Te Onepoto / Taylors Mistake est une localité située dans l’Île du Sud de la Nouvelle-Zélande.

## Situation
Elle est localisée à l’extrémité sud-est de la cité de Christchurch. Elle a une superficie de 19 km2
Taylors Mistake possède une baie adjacente à la localité, sur le côté nord de Awaroa / Godley Head (en), au nord de la péninsule de Banks.

## Toponymie
Le nom de Te Onepoto / Taylors Mistake est formé de deux noms accolés (en).
La partie maorie du nom Te Onepoto, signifie « petite plage ».
Pour la partie anglaise, le journal Lyttelton Times (en) disait en 1865 que le nom  était  à l’origine Vincent's Bay ; plus récemment, le nom devint Taylors Mistake, dû au nom du capitaine du bateau qui naviguait la nuit dans la baie, qui pensait passer au-dessus de la barre de Sumner
Il y a environ 50 petits cabanons (en) centenaires restant sur la baie d’Hobson vers le nord et Boulder Bay vers le sud.
Certaines sont des maisonnettes enterrées, dont l'une d'elles se nomme Whare Moki, considérée comme la plus ancienne existant encore en Nouvelle-Zélande,,.
La plupart de ces cabanons datent des années 1995 ou 2016 et sont considérés comme des biens patrimoniaux par soit « Heritage NZ » soit par le « Christchurch City Council » dans le cadre du resource management act,,.
Les baches peuvent apparaitre comme un travail d’art vernaculaire et donner lieu à des œuvres de poésie, en particulier, celles représentées dans une peinture de 1956 par Bill Sutton (en) détenue par la Christchurch Art Gallery (en).
La plage est réputée par les nageurs et les surfeurs. Une  caméra en direct est gérée par des locaux permettant de voir les conditions météo. Un club de surf fut créé en 1916.
Durant la Seconde Guerre mondiale, les collines situées au dessus de la plage étaient fortifiées avec deux batteries pour garder les fortifications côtières (en) de Godley Head.